# 11299 Аннафройд
11299 Аннафройд (1992 SA22, 1978 NC7, 11299 Annafreud) — астероїд головного поясу, відкритий 22 вересня 1992 року.
Тіссеранів параметр щодо Юпітера — 3,346.